# Turold de Brémoy
Turold de Brémoy (Turoldus) est un évêque de Bayeux de la fin du XIe siècle et du début du XIIe siècle.

## Famille
Turold est le fils d'Hugues de Brémoy. Son frère Hugues fonde le prieuré Saint-Laurent de Brémoy, dépendant de l'abbaye du Bec,.

## Biographie
Il accède au plus tard à l'évêché de Bayeux en 1098, succédant à Odon de Conteville, grâce à la faveur du roi Guillaume II d'Angleterre.
À la suite de l'incendie de la cathédrale par le roi Henri Ier Beauclerc en 1105, il démissionne l'année suivante et se retire à l'abbaye du Bec où il meurt vers 1146. Sa démission serait due pour certains à sa santé, pour d'autres à des empêchements canoniques,.